# Mathieu Deplagne
Mathieu Deplagne (Montpellier, 1º ottobre 1991) è un ex calciatore francese, di ruolo difensore.

## Carriera
Cresciuto nel Montpellier, viene aggregato alla prima squadra nella stagione 2011-2012 in cui la sua squadra vince il campionato. Debutta in Ligue 1 nella stagione seguente ottenendo 3 presenze a fine annata.

## Palmarès

### Club

#### Competizioni nazionali
- Campionato francese: 1

Montpellier: 2011-2012